# Rajki (gmina Barban)
Rajki – wieś w Chorwacji, w żupanii istryjskiej, w gminie Barban. W 2011 roku liczyła 8 mieszkańców.